# Pobé-Mengao
Pobé-Mengao ligger regionen Sahel i Burkina Faso. Vid sidan om den unika klippkonsten finns det kulturhögar liksom nekropoler, kvarnstenar och andra artefakter såsom metallverktyg..

## Världsarvsstatus
Den 9 april 1996 sattes Pobé-Mengao upp på Burkina Fasos tentativa världsarvslista..